# Trachea lucia
Trachea lucia là một loài bướm đêm trong họ Noctuidae.